# In your life
『in your life』（イン・ユア・ライフ）は、C.G mixのメジャーデビューアルバム。
I'veのクリエイターの一人でありボーカリストとしても活動するC.G mixのメジャーデビュー作品となるアルバム。制作の進行の都合で、当初の予定から1ヶ月ほど発売が延期された。書き下ろしのオリジナル楽曲が中心で、初回限定盤には「version up」のPVを収録したDVDが付属された。5曲目「DETECT」ではI've所属のボーカリストであるMELLがコーラスで参加している。また、10曲目「ミオクルカラ」はC.G mixがI'veでの活動以前に制作した楽曲「Miokurukara」のリマスター版である。12曲目にはPCゲーム『学園ヘヴン BOY'S LOVE SCRAMBLE!』の主題歌であり自身のI'veボーカルデビュー曲である「Welcome to HEAVEN!」も収録されている。

## 収録曲
※ 全作曲・編曲：C.G mix
1. sky was g-ray (4:57)
作詞：佐藤正大
2. E.I.E.N. (4:48)
作詞：木田亜由美
3. version up(3:57)
作詞：木田亜由美
4. POINT(5:18)
作詞：木田亜由美
5. DETECT(5:05)
作詞：木田亜由美／コーラス：MELL
6. distress(5:44)
作詞：木田亜由美
7. 青空をまちながら(4:53)
作詞：佐藤正大
8. preserve(5:12)
作詞：木田亜由美
9. Please turn over(5:40)
作詞：木田亜由美
10. ミオクルカラ(4:21)
作詞：木田亜由美
11. in your life(7:08)
作詞：木田亜由美
12. Welcome to HEAVEN!(4:51)
作詞：AIS
  - PCゲーム『学園ヘヴン BOY'S LOVE SCRAMBLE!』主題歌